# Rapture
Rapture – fiński zespół muzyczny założony w 1997 w Helsinkach. Zespół gra melodyjną, melancholijną muzykę z pogranicza death metalu i doom metalu. W Rapture grają muzycy z zespołów Thy Serpent, Ensiferum, Diablerie, Shape of Despair, Finntroll, Rain Paint czy Fragile Hollow.
W 1999 Rapture podpisało kontrakt płytowy z wytwórnią Spikefarm Records, podwytwórnią Spinefarm Records. Na początku 2000 zespół wydał debiutancki album Futile. Po dwóch latach w 2002 ukazał się drugi album Songs for the Withering. Album sprzedawał się lepiej niż debiut, co zaowocowało podpisaniem kontraktu z Century Media. Trzeci album, Silent Stage, ukazał się w 2005.

## Muzycy

### Obecny skład zespołu
- Petri Eskelinen – śpiew
- Kimmo Tukiainen – gitara elektryczna
- Aleksi Ahokas – gitara rytmiczna
- Tomi Ullgren – gitara elektryczna (Thy Serpent)
- Iain Huntley – gitara basowa
- Pete Raatikainen – instrumenty perkusyjne

### Byli członkowie zespołu
- Jani Öhman – gitara basowa
- Jarno Salomaa – gitara elektryczna
- Sami Karttunen – sesyjnie instrumenty klawiszowe
- Sami Hinkka – gitara basowa
- Henri Villberg – śpiew
- Samuel Ruotsalainen – instrumenty perkusyjne

## Dyskografia
- Broken Daydream (1998)
- Futile (1999)
- Songs For The Withering (2002)
- Silent Stage (2005)